# قصة قبل النوم
قصة قبل النوم (بالإنجليزية: Bedtime Story)‏ هو فيلم كوميدي أمريكي من إخراج رالف لافي وبطولة مارلون براندو، ديفيد نيفن وشيرلي جونز، صدر الفيلم في 10 يونيو 1964.

## روابط خارجية
قصة قبل النوم على موقع IMDb (الإنجليزية)
- قصة قبل النوم على موقع روتن توميتوز (الإنجليزية)
- قصة قبل النوم على موقع قاعدة بيانات الأفلام العربية
- قصة قبل النوم على موقع ألو سيني (الفرنسية)
- قصة قبل النوم على موقع Turner Classic Movies (الإنجليزية)
- قصة قبل النوم على موقع أول موفي (الإنجليزية)
- قصة قبل النوم على موقع فيلمافينيتي (الإسبانية)
- قصة قبل النوم على موقع قاعدة بيانات الأفلام السويدية (السويدية)
- قصة قبل النوم على موقع قاعدة بيانات الفيلم (الإنجليزية)
- قصة قبل النوم على موقع ليتربوكسد (الإنجليزية)